# الرغاوة (بني يكرين)
الرغاوة هو دُوَّار يقع بجماعة بني ياڭرين، إقليم سطات، جهة الدار البيضاء سطات في المملكة المغربية. ينتمي الدوّار لمشيخة بني يكرين التي تضم 20 دواوير. يقدر عدد سكانه بـ 186 نسمة حسب الإحصاء الرسمي للسكان والسكنى لسنة 2004.

## روابط خارجية
- البوابة الوطنية للجماعات الترابية
- المندوبية السامية للتخطيط